# Acropserotarache
Acropserotarache là một chi bướm đêm thuộc họ Noctuidae.